# ゴウルバーン
ゴウルバーン（Goulburn）は、オーストラリアのニューサウスウェールズ州にある都市。人口は2万2890人（2016年）。シドニーとキャンベラの間に位置している。
農業生産の盛んな地域に位置しており、食品加工の工場が集積している。「ビッグ・メリノ」が町のランドマークとなっている。ゴウルバーン駅は特急列車XPTも停車する主要駅である。

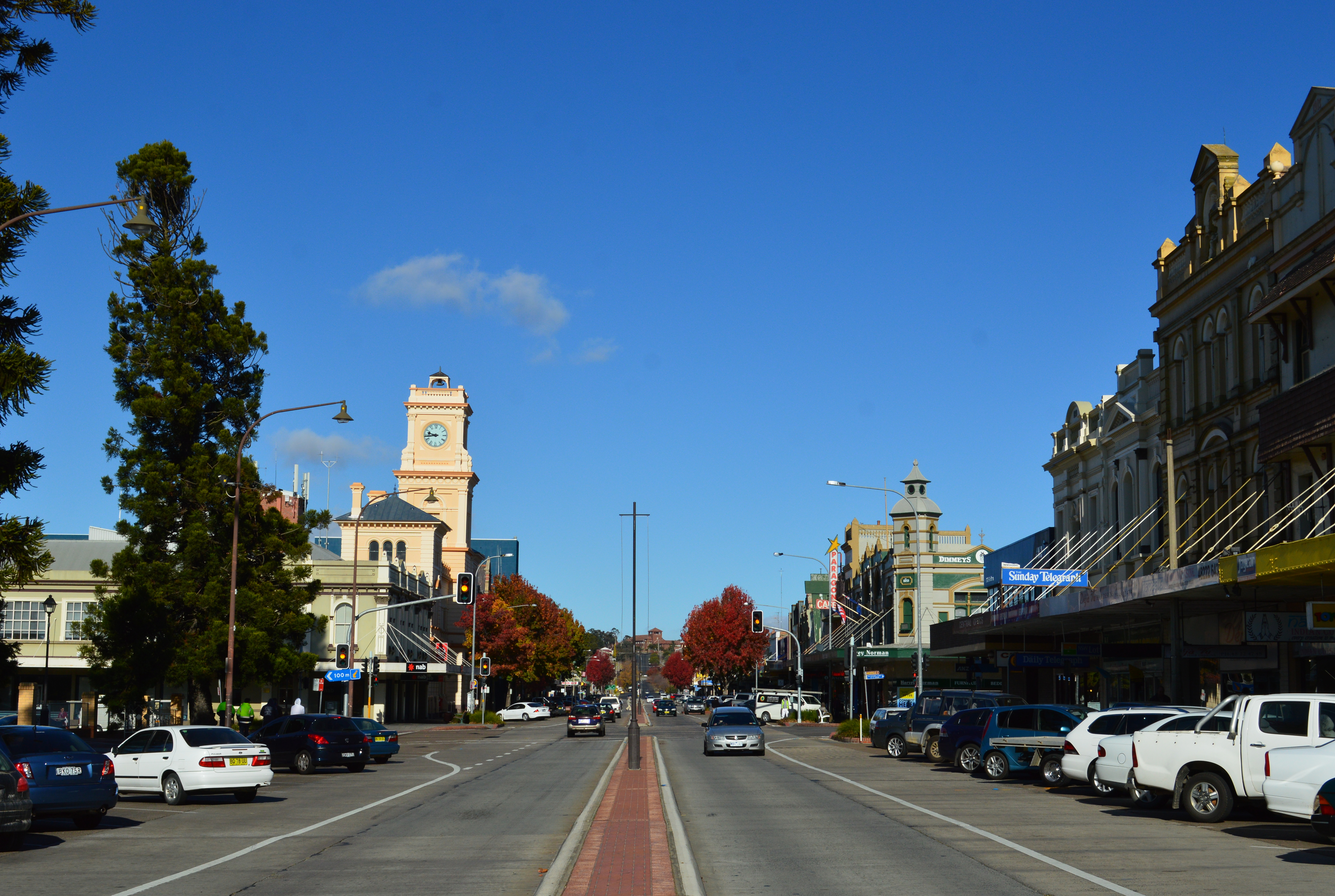